# Fundacja Spełnionych Marzeń
Fundacja Spełnionych Marzeń – fundacja mająca status organizacji pożytku publicznego, powstała w sierpniu 2002 z inicjatywy Małgorzaty i Tomasza Osuchów.
Fundacja opiekuje się dziećmi z chorobami nowotworowymi leczącymi się w dwóch specjalistycznych ośrodkach w Warszawie: w Instytucie Matki i Dziecka oraz w Samodzielnym Publicznym Szpitalu Klinicznym im. M. Michałowicza.
Fundacja jest członkiem Polskiej Unii Onkologii.
Od 9 września 2004 posiada status organizacji pożytku publicznego. 
10 lutego 2009 fundacja otrzymała Nagrodę im. Św. Kamila w kategorii "organizacje najbardziej zasłużone w zakresie onkologii dziecięcej" – za miłość do bliźniego, ofiarne zaangażowanie w służbie chorym dzieciom i godną naśladowania – szlachetną postawę osób pracujących w Fundacji.
10 czerwca 2009 Małgorzata i Tomasz Osuchowie zostali uhonorowani przez Prezydenta RP Złotymi Krzyżami Zasługi za działalność na rzecz chorych dzieci.

## Cele
Głównym celem Fundacji Spełnionych Marzeń jest prowadzenie wielokierunkowych działań mających za zadanie łagodzenie psychicznych i psychologicznych skutków leczenia onkologicznego u dzieci i ich rodzin.
Fundamentalną zasadą działania Fundacji jest otoczenie opieką chore dzieci i ich rodziny od momentu zdiagnozowania choroby poprzez cały proces leczenia, starając się dać im siłę do walki i wiarę w pokonanie choroby.
Jednym z ważnych elementów działania Fundacji jest spełnianie niekonwencjonalnych marzeń jej podopiecznych, dzięki czemu otrzymują oni pozytywną dawkę energii, tak ważną dla poprawy zdrowia psychicznego.

## Działalność
Cele Fundacji Spełnionych Marzeń realizowane są przede wszystkim poprzez:
- Bezpośredni kontakt z każdym dzieckiem - codzienna obecność wolontariuszy Fundacji w szpitalu daje możliwość identyfikacji problemów z jakimi stykają się mali pacjenci. Poprzez spotkania i rozmowy poznawane są także ich marzenia i najskrytsze pragnienia. Tworzona jest ciepła, rodzinna atmosfera, aby kolejne powroty do szpitala nie wzbudzały w dzieciach lęku i przerażenia.

- Pomoc i wsparcie dla rodziców, dla których szpital staje się drugim domem. Rodziców przerażonych, sparaliżowanych strachem i zupełnie nie przygotowanych do nowej sytuacji, często z rozdartym sercem między chorym dzieckiem w szpitalu a tymi pozostawionymi bez prawidłowej opieki w domu. Otaczani są opieką m.in. poprzez wsparcie duchowe, pomoc w rozwiązywaniu narastających problemów, pomoc przy tworzeniu prawidłowych relacji w kontaktach z lekarzami, aby ich wzajemne stosunki oparte były na zaufaniu i pełnej współpracy. Rodzicom udostępniane są również konta Fundacji, z przeznaczeniem na zbiórki środków finansowych na rehabilitację dziecka, a także wskazywanie kierunków i sposobów pozyskiwania tych środków.

- Wolontariat – wolontariusze Fundacji to wyselekcjonowany zespół ludzi z profesjonalnym przygotowaniem do pracy z dziećmi, prezentujących różne charaktery, zainteresowania i zdolności. Różnorodność osobowości jest gwarancją dotarcia do każdego dziecka, poprzez m.in. zajęcia plastyczne, gry, zabawy czy rozmowy.

- "Aktywizacja i wyrównywanie szans" - ideą programu jest aktywizacja i wyrównywanie szans u dzieci i młodzieży chorych na choroby nowotworowe poprzez prowadzenie działań, które mają na celu nabywanie, podtrzymywanie i rozwijanie umiejętności i zainteresowań, większających szansę lepszego funkcjonowania psychospołecznego w trakcie leczenia szpitalnego oraz w swoim środowisku, po powrocie do zdrowia. W ramach programu prowadzone są m.in. zajęcia z jęz. angielskiego, francuskiego, informatyki, warsztaty sztuki, warsztaty aktorskie, warsztaty wielokulturowe.

- Organizowanie rodzinnych wycieczek, głównie dla dzieci po intensywnym leczeniu. Jest to możliwość wspólnego spędzenia czasu z innymi dziećmi oraz ich rodzinami, czasu wypełnionego licznymi atrakcjami i zabawami. Jest to także okazja do podtrzymania przyjaźni między dziećmi i ich rodzicami, jak również możliwość do dzielenia się swoimi przeżyciami, problemami, ale również sukcesami i radościami.

- Przyjęcia okolicznościowe, tj. Boże Narodzenie, Wielkanoc, Dzień Dziecka, itp. Spotkania te, uatrakcyjnione występami np. klowna czy iluzjonisty, są okazją do obdarowania dzieci prezentami, co zawsze wywołuje duży entuzjazm i radość. Jest to również okazja wspólnego spotkania się dzieci, które dopiero zaczynają długą walkę z chorobą, z dziećmi po intensywnym leczeniu lub już zupełnie wyleczonymi, które wróciły do normalnego życia. Są to chwile pełne wzruszeń, dające jednocześnie dzieciom i ich rodzicom wiele nadziei i przekonania, że warto podjąć to wyzwanie i dumnie stawić czoło chorobie.

- Organizacja Igrzysk Sportowych Onko-Olimpiada o zasięgu ogólnopolskim i międzynarodowym, dla dzieci po przebytej chorobie nowotworowej. Przewodnim celem tych igrzysk sportowych jest przełamywanie stereotypów wobec chorób onkologicznych oraz budowanie poczucia własnej wartości wśród dzieci wyleczonych.

- Organizacja "Wakacji z Marzeniami" - letnich obozów dla dzieci i młodzieży po zakończonym leczeniu, ze wszystkich ośrodków w Polsce.

- Propagowanie idei organizowania przez władze lokalne festynów charytatywnych na rzecz chorych dzieci z ich środowiska, oraz pomoc przy ich organizacji. Celem takich przedsięwzięć jest nie tylko pomoc finansowa choremu dziecku i uwrażliwianie na cierpienie innych, lecz przede wszystkim otwarcie społeczeństwa na sprawy chorób nowotworowych i uświadamianie jak ogromne znaczenie ma wczesne ich zdiagnozowanie.

- Spotkania ze znanymi i lubianymi artystami, podczas których wykonywane są pamiątkowe zdjęcia, dzieci obdarowywane są autografami, fotosami bądź drobnymi upominkami. Możliwość obcowania z zaproszonymi gośćmi jest dla chorych dzieci czasem znalezienia się choć przez chwilę w świecie magii i marzeń, oglądanym do tej pory jedynie na szklanym ekranie telewizora.

- Zakup wyposażenia, sprzętu medycznego oraz rehabilitacyjnego dla dziecięcych oddziałów onkologicznych Samodzielnego Publicznego Dziecięcego Szpitala Klinicznego im. M. Michałowicza oraz Instytutu Matki i Dziecka w Warszawie.

## Dom Spełnionych Marzeń
Dodatkowo od stycznia 2006 do września 2008 Fundacja Spełnionych Marzeń realizowała przedsięwzięcie, jakim był Dom Spełnionych Marzeń. Dom o powierzchni 700m² usytuowany był w podwarszawskim Zalesiu Górnym na obrzeżach Puszczy Chojnowskiej.
Program realizowany w Domu Spełnionych Marzeń był dedykowany pacjentom z dziecięcych oddziałów onkologicznych ze wszystkich ośrodków w Polsce.
W ośrodku podczas tygodniowych turnusów prowadzone były programy aktywizujące dla dzieci, m.in. warsztaty sztuki, tańca, podróżniczo-przyrodnicze czy informatyczne, sprawdzone w praktyce przez Fundację na dwóch warszawskich oddziałach onkologicznych.

## Onko-Olimpiada
Międzynarodowe igrzyska sportowe dla dzieci po przebytej chorobie nowotworowej odbywające się co dwa lata od 2007 r. na obiektach sportowych Akademii Wychowania Fizycznego w Warszawie organizowane przez Fundację Spełnionych Marzeń przy współpracy z AWF w Warszawie.
Konkurencje sportowe są dostosowane do poziomu sprawności fizycznej uczestników, po wcześniejszych konsultacjach z rehabilitantami oraz lekarzami onkologami. Zawodnicy zmagają się m.in. w: biegu na 60 i 100 m, skoku w dal, pchnięciu kulą, rzucie piłeczką palantową, wyścigu na wózkach inwalidzkich, pływaniu, tenisie stołowym, piłce nożnej.

### Cele Onko-Olimpiady
- przełamywanie stereotypów wobec chorób onkologicznych
- budowanie poczucia własnej wartości wśród dzieci chorych
- promocja walki z chorobą nowotworową
- wzbudzenie chęci współzawodnictwa u dzieci
- pozyskanie wolontariuszy chcących pracować na rzecz dzieci chorych onkologicznie
- popularyzacja informacji o działalności Fundacji Spełnionych Marzeń i możliwości korzystania z jej pomocy

## Biura Fundacji
- Oddział Warszawa - Samodzielny Publiczny Szpital Kliniczny

ul. Marszałkowska 24
00-579 Warszawa
- Oddział Warszawa - Instytut Matki i Dziecka

ul. Kasprzaka 17a
01-211 Warszawa
- Oddział Lublin - Uniwersytecki Szpital Dziecięcy im. profesora Antoniego Gębali

ul. Gębali 6
20-093 Lublin
- Oddział Kielce - Wojewódzki Specjalistyczny Szpital Dziecięcy im. Wł. Buszkowskiego

ul. Stefana Artwińskiego 3 pok. 010
25-734 Kielce
- Oddział Olsztyn - Wojewódzki Szpital Dziecięcy im. prof. dr St. Popowskiego

ul. Zolnierska 18 pok. 24 C
10-561 Olsztyn